# Paratrechina microps
Paratrechina microps är en myrart som först beskrevs av Smith 1937.  Paratrechina microps ingår i släktet Paratrechina och familjen myror. Inga underarter finns listade i Catalogue of Life.